# Dag

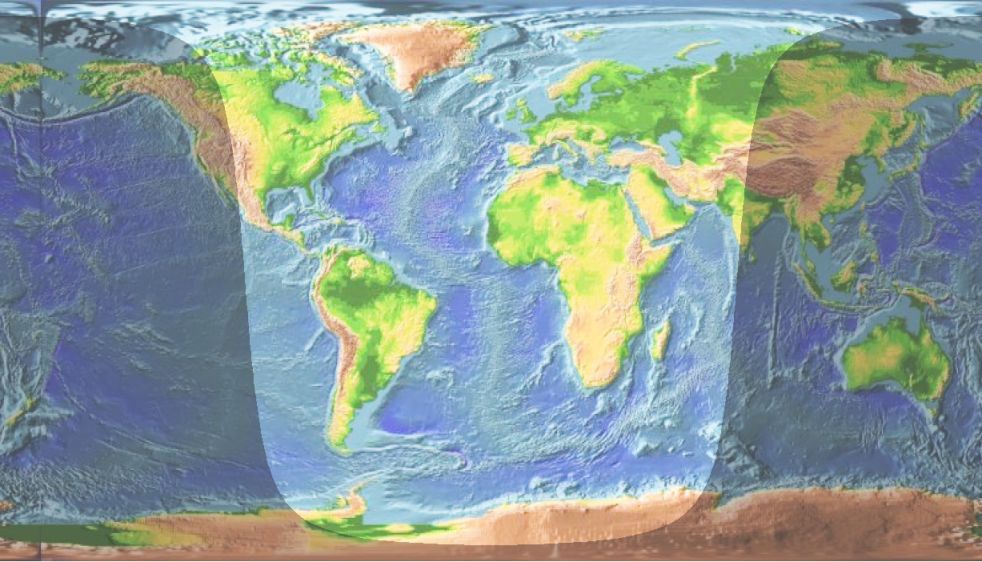
Dagens utseende den 2 april 13:00 UTC

Dagen är den ljusa delen av dygnet, det vill säga tidsperioden mellan solens uppgång och nedgång, motsatsen till natt. Dagens längd på jorden är mycket varierande – från ingenting till ett halvt år – beroende på årstid och vilken latitud man befinner sig på, dagarna är som längst vid polartrakterna vid respektive sommartid och som kortast vid respektive vintertid. Vid ekvatorn är dagarna och nätterna i stort sett lika långa under hela året, trots detta är områden nära ekvatorn alltid varmare än områden nära polartrakterna, oavsett årstid, beroende på att solen aldrig når speciellt högt på himlen vid polarregionerna. Den ljusa tidsperioden som varar från ungefär ett dygn upp till ungefär ett halvår kan upplevas norr om norra polcirkeln respektive söder och södra polcirkeln och då kallas polardag; detta förekommer under respektive sommarhalvår varande från något dygn kring sommarsolståndet precis vid polcirklarna upp till ett halvår mellan dagjämningspunkterna vid respektive geografiska pol. 
Dag är även ett mansnamn, en person med namnet är till exempel Dag Hammarskjöld.